# Monte Vettore
El Monte Vettore es una montaña en la frontera entre Umbría y las Marcas, en la Italia central. Forma parte de los montes Sibilinos y está ubicado en el Parque nacional de los Montes Sibilinos. Actualmente los escaladores pueden llegar a la cima desde el lado umbro desde Norcia, o, en el lado de las Marcas, desde Ascoli Piceno. Por debajo del pico, en un pequeño valle cerrado, se encuentra el Lago de Pilatos, a una altitud de 1.940 m s. n. m., donde, según la leyenda medieval local, se enterró en sus aguas el cuerpo de Poncio Pilatos, lleno de remordimientos. Una leyenda similar se cuenta sobre el Mons Pilatus de Suiza.
La tradición medieval local fue que la Sibila de los Apeninos, una misteriosa profetisa que no estaba entre las sibilas de la Antigüedad clásica, fue condenada por Dios a habitar en una caverna en la montaña, esperando el Día del Juicio Final, habiéndose rebelado ante las noticias de que no había sido elegida como la Madre de Dios, sino una humilde virgen de Judea. El pico de Monte Vettore, rodeado por acantilados rojizos, fue reconocido como la corona de la Regina Sibilla.
Otra versión, ajena al Cristianismo, ubica a la sibila en un paraíso subterráneo al que se entraba a través de una gruta en las montañas de Norcia. El lago mágico es alimentado por agua de la caverna. Quien se quedara más de un año no podría abandonarla nunca, sino que permanecería inmortal y sin edad, nadando en la abundancia, entre jolgorio y placeres voluptuosos. 
En el romance Il Guerrin Meschino, escrito por Andrea da Barberino alrededor del año 1410, el episodio central del Canto V contiene las "prodigiosas aventuras" de Guerin Meschino (o Guerrin Meschino) con esta hechicera, la "Fata" Alcina, a quien él busca, contra todo consejo. Ubica su caverna en las montañas de la Italia central con la ayuda de Macco, una serpiente habladora. Le muestra los placeres y los horrores de la caverna, donde los pecadores han sido transformados en los animales adecuados, pero donde el pecado es el único camino hacia el conocimiento de sus auténticos progenitores, a los que busca, y Guerrin tiene que huir.